# Acronicta omorii
Acronicta omorii är en fjärilsart som beskrevs av Matsumura 1926. Acronicta omorii ingår i släktet Acronicta och familjen nattflyn. Inga underarter finns listade i Catalogue of Life.